# Torneå domsaga
Torneå domsaga var en domsaga i Norrbottens län. Den bildades 1877 från Norrbottens norra domsaga när denna delades, och upplöstes 1971 i samband med tingsrättsreformen i Sverige. Domsagan överfördes då till Haparanda tingsrätt.
Domsagan lydde först under Svea hovrätt, men överfördes till domkretsen för hovrätten för Övre Norrland när denna bildades 1936. Som mest låg sex tingslag under domsagan men detta antal minskades i etapper. 1904 överfördes Enontekis lappmarks och Jukkasjärvi lappmarks tingslag till den nybildade Gällivare domsaga. 1919 gick Nedertorneå och Övertorneå tingslag ihop för att bilda Torneå tingslag. 1928 bildades Pajala och Korpilombolo tingslag av Korpilombolo och Pajala tingslag. När domsagan upphörde 1971 löd under den således bara två tingslag.

## Tingslag
- Enontekis lappmarks tingslag; till 1904
  - Enontekis landskommun
- Jukkasjärvi lappmarks tingslag; till 1904
  - Jukkasjärvi landskommun
- Korpilombolo tingslag; till 1928
  - Korpilombolo landskommun, Tärendö landskommun
- Nedertorneå tingslag; till 1919, före 8 mars 1907 benämnt Nedertorneå och Karl Gustavs tingslag.
  - Haparanda stad, Karl Gustavs landskommun, Nedertorneå landskommun
- Pajala tingslag; till 1928
  - Junosuando landskommun (från 1914), Pajala landskommun
- Pajala och Korpilombolo tingslag; från 1928
  - Junosuando landskommun, Korpilombolo landskommun, Pajala landskommun, Tärendö landskommun
- Torneå tingslag; från 1919
  - Haparanda stad, Hietaniemi landskommun (uppgick 1969 i Övertorneå landskommun), Karl Gustavs landskommun (uppgick 1967 i Haparanda stad), Nedertorneå landskommun (uppgick 1967 i Haparanda stad), Övertorneå landskommun
- Övertorneå tingslag; till 1919
  - Hietaniemi landskommun, Övertorneå landskommun

## Häradshövdingar
1. 1877-1878: Carl Erik Stenberg
2. 1879-1893: Gustaf Sundberg[1]
3. 1893-1905: Georg Kronlund[1]
4. 1905-1908: Malcolm Björkman[1]
5. 1908-1923: Henning Wilhelm Widén[1]
6. 1923-1936: Anders Harald Körlof[1]
7. 1936-1948: Erik Fristedt[1]
8. 1949-1959: Jerker Oscar Utterström[1][2]
9. 1959-1968: Eric Osvald Odevall[3]
10. 1968-1970: Irvis Jarkunas-Scheynius[4][5]

## Valkrets för val till andra kammaren
Mellan andrakammarvalen 1878 och 1908 utgjorde Torneå domsaga en valkrets: Torneå domsagas valkrets. Valkretsen avskaffades vid införandet av proportionellt valsystem inför valet 1911 och uppgick då i Norrbottens läns norra valkrets.